# Viloyat Taschkent
Die Viloyat Taschkent (usbekisch Toshkent viloyati Тошкент вилояти; russisch Ташкентская область, Taschkentskaja oblast) in Usbekistan hat eine Fläche von 15.600 Quadratkilometern und eine Einwohnerzahl von 2.829.300 (Stand: 2017). Die Bevölkerungsdichte beträgt 181 Einwohner je Quadratkilometer. Hauptstadt ist Nurafshon. Die Stadt Taschkent ist nicht Teil der Viloyat, sondern wird separat als unabhängige Stadt mit Sonderstatus verwaltet.

## Geographie und Verwaltung
Die Viloyat liegt im nordöstlichen Teil von Usbekistan, zwischen dem Fluss Syrdarja und dem Tianshan-Gebirge. Sie grenzt an die Staaten Kirgisistan und Tadschikistan sowie die Viloyaten Sirdaryo und Namangan. Die Viloyat gliedert sich in 15 Verwaltungsbezirke und die kreisfreien Städte Angren, Bekobod, Chirchiq, Ohangaron, Olmaliq, Yangiobod und Yangiyoʻl.
| Nr | Bezirk     | Hauptort   | Nr                         | Bezirk                     | Hauptort                   |
| -- | ---------- | ---------- | -------------------------- | -------------------------- | -------------------------- |
| 1  | Bekobod    | Zafar      | 9                          | Piskent                    | Piskent                    |
| 2  | Boʻstonliq | Gʻazalkent | 10                         | Quyichirchiq               | Doʻstobod                  |
| 3  | Boʻka      | Boʻka      | 11                         | Zangiota                   | Eshonguzar                 |
| 4  | Chinoz     | Chinoz     | 12                         | Oʻrtachirchiq              | Nurafshon                  |
| 5  | Qibray     | Qibray     | 13                         | Yangiyoʻl                  | Gulbahor                   |
| 6  | Ohangaron  | Ohangaron  | 14                         | Yuqorichirchiq             | Yangibozor                 |
| 7  | Oqqoʻrgʻon | Oqqoʻrgʻon |                            |                            |                            |
| 8  | Parkent    | Parkent    | zur Lage siehe Bild rechts | zur Lage siehe Bild rechts | zur Lage siehe Bild rechts |

Die größten Städte sind (Stand 1. Januar 2008): Chirchiq (133.610 Einwohner), Angren (125.758 Einwohner), Olmaliq (110.953 Einwohner), Bekobod (100.142 Einwohner) und Yangiyoʻl (55.499 Einwohner).
Das Klima ist kontinental mit milden nassen Wintern und heißen trockenen Sommern.
Der Ugam-Chatkal-Nationalpark, mit Bergen und Wäldern, befindet sich in der Viloyat.

## Wirtschaft und Infrastruktur
Wichtige Bodenschätze sind Kupfer, Braunkohle, Molybdän, Zink, Gold, Silber, Metalle der Seltenen Erden, Erdgas, Erdöl, Schwefel, Kalkstein und Granit.

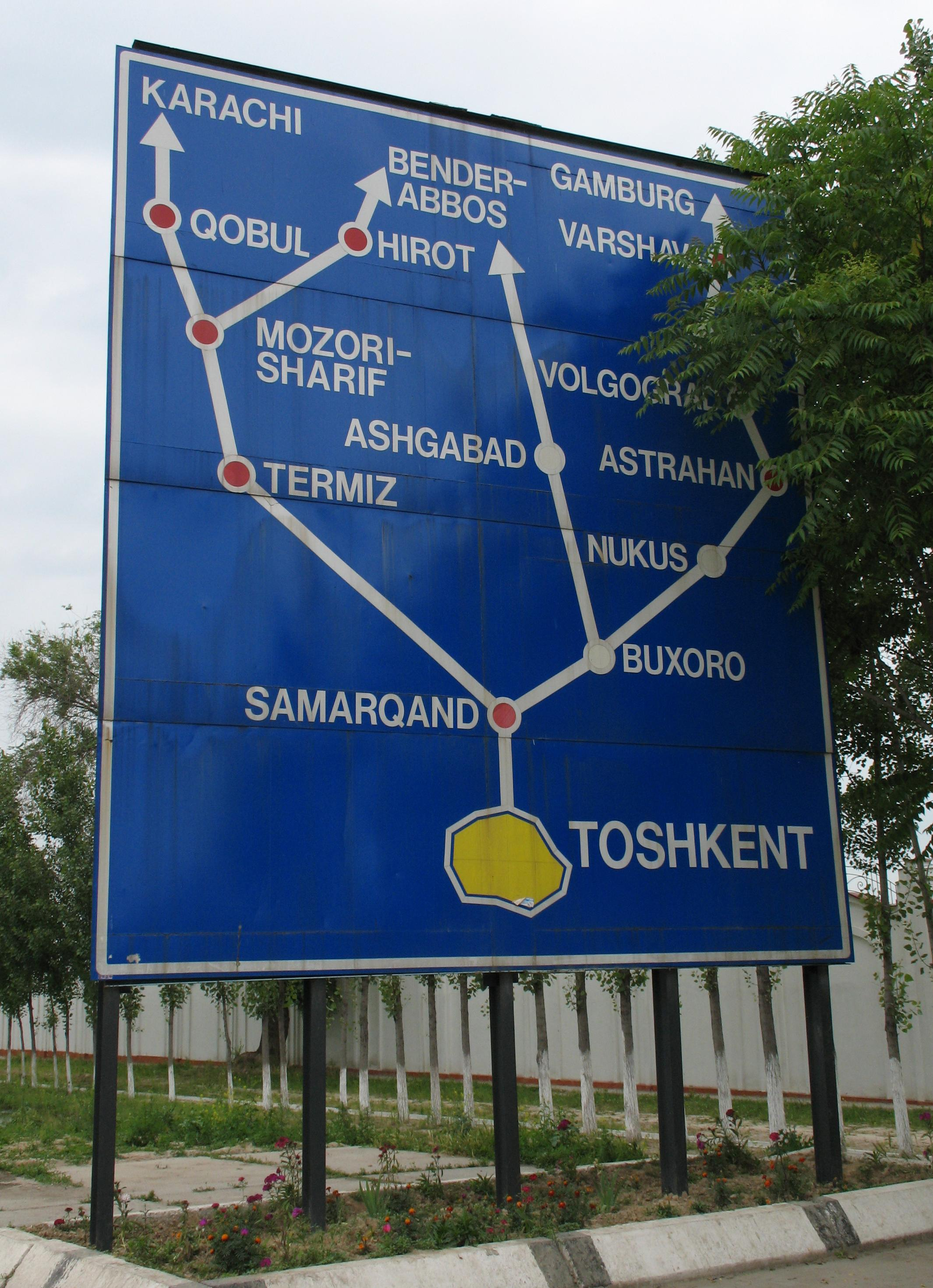
Wegweiser an der M39 südl. von Taschkent

Die Viloyat ist die ökonomisch am weitesten entwickelte im Land. Bedeutende Industriezweige sind die Energieproduktion, der Bergbau und die Metallurgie. Es werden Düngemittel, Chemikalien, Elektronik, Textilien, Nahrungsmittel und Schuhe hergestellt.
Die Landwirtschaft ist hochentwickelt und basiert hauptsächlich auf Bewässerung. Es werden Baumwolle, Hanf, Getreide, Melonen, Kürbisse, Obst, Gemüse und Zitrusfrüchte geerntet. Auch die Viehhaltung ist wichtig.
Die Viloyat hat eine gut entwickelte Infrastruktur, mit einem Eisenbahnnetz von 360 Kilometern Länge und 3771 Kilometern befestigter Straßen. In Taschkent befindet sich ein internationaler Flughafen.